# Serra dei Cianci
Serra dei Cianci (196 metri s.l.m.) è una delle maggiori alture della provincia di Lecce, facente parte delle cosiddette serre salentine, rilievi di modesta altitudine.
La Serra dei Cianci, situata nel territorio dei comuni di Alessano e Specchia, è caratterizzata da terrazzamenti coltivati ad ulivi secolari, con tronchi contorti e rugosi, dominata da muretti a secco, da paiare, e dalla vegetazione sempreverde della macchia mediterranea.